# John Fingley
Pour les articles homonymes, voir Fingley.
John Fingley (Finglow), né à Barnby près de Howden dans le Yorkshire en Angleterre et mort exécuté à York le 8 août 1586 est un prêtre martyr catholique anglais

## Biographie
On ne sait rien sur les origines de John Fingley. Nous ne savons pas s'il est issu d'une famille demeurée fidèle à l'Église catholique ou s'il est converti. Sa famille serait de condition modeste. Lui-même est boursier de l'Université de Cambridge. Désirant de venir prêtre catholique mais ne pouvant recevoir l'ordination dans son pays il part en 1580 pour le continent et y achève des études de théologie au Collège anglais de l'université de Reims. Il est ordonné prêtre en 1581. La même année il revient dans son pays. Pendant près de 5 ans il vit caché dans le nord de l'Angleterre tout en œuvrant comme prêtre catholique. Il est finalement capturé. Transféré à York il passe en jugement. Reconnu coupable de trahison il subit le supplice réservé aux traîtres à savoir pendaison, éviscération et écartèlement. Le même jour est exécuté Robert Bickerdike.

## Vénération
Déclaré bienheureux par Jean-Paul II en 1987 John Fingley fut l'un des quatre-vingt-cinq martyrs d'Angleterre et de Galles béatifié par ce dernier et vénéré par l'Église catholique le 8 août.